# Franska öppna 2021
Franska öppna 2021 var en Grand Slam-turnering i tennis som spelades den 30 maj till 13 juni 2021 på Stade Roland Garros i Paris. Kvalifikationstävlingar ägde rum 24–28 maj. Tävlingarna var de 120:e i ordningen.
Efter att föregående års turnering på grund av coronaviruspandemin sköts upp till månadsskiftet september–oktober, var turneringen återigen tillbaka i månadsskiftet maj–juni 2021. För att kunna släppa in ytterligare åskådare än som från början var tänkt spelades turneringen en vecka senare än det  ursprungliga programmet.

## Mästare

### Seniorer

#### Herrsingel
- Novak Djokovic besegrade  Stefanos Tsitsipas 6–7(6–8), 2–6, 6–3, 6–2, 6–4

#### Damsingel
- Barbora Krejčíková besegrade  Anastasia Pavlyuchenkova 6–1, 2–6, 6–4

#### Herrdubbel
- Pierre-Hugues Herbert /  Nicolas Mahut besegrade  Alexander Bublik /  Andrey Golubev 4–6, 7–6(7–1), 6–4

#### Damdubbel
- Barbora Krejčíková /  Kateřina Siniaková besegrade  Bethanie Mattek-Sands /  Iga Świątek 6–4, 6–2

#### Mixed dubbel
- Desirae Krawczyk /  Joe Salisbury besegrade  Elena Vesnina /  Aslan Karatsev, 2–6, 6–4, [10–5]

### Juniorer

#### Pojksingel
- Luca Van Assche besegrade  Arthur Fils, 6–4, 6–2

#### Flicksingel
- Linda Nosková besegrade  Erika Andreeva, 7–6(7–3), 6–3

#### Pojkdubbel
- Arthur Fils /  Giovanni Mpetshi Perricard besegrade  Martin Katz /  German Samofalov, 7–5, 6–2

#### Flickdubbel
- Alex Eala /  Oksana Selekhmeteva besegrade  Maria Bondarenko /  Amarissa Kiara Tóth, 6–0, 7–5